# Lipezk
Lipezk (russisch Ли́пецк) ist eine Stadt im europäischen Teil Russlands.

## Geografie
Lipezk ist Hauptstadt der Oblast Lipezk mit 508.887 Einwohnern (Stand 14. Oktober 2010). Sie liegt rund 375 km südöstlich von Moskau im Oka-Don-Becken am Fluss Woronesch. Zwei Brücken verbinden die Stadtteile am linken (Lewobereschny) und rechten Flussufer (die anderen drei Stadtkreise).

## Stadtgliederung
| Stadtkreis (Gorodskoi Okrug) | Russischer Name | Einwohner 1. Januar 2006 | Bemerkung                                                     |
| ---------------------------- | --------------- | ------------------------ | ------------------------------------------------------------- |
| Lewobereschny                | Левобережный    | 50.244                   | Name von Lewy Bereg (Linkes Ufer des Woronesch)               |
| Oktjabrski                   | Октябрьский     | 206.549                  | Name von Oktjabr (Oktober, bezogen auf die Oktoberrevolution) |
| Prawobereschny               | Правобережный   | 79.198                   | Name von Prawy Bereg (Rechtes Ufer des Woronesch)             |
| Sowetski                     | Советский       | 166.830                  | Name bedeutet Sowjetischer Rajon                              |

Quelle:

## Geschichte

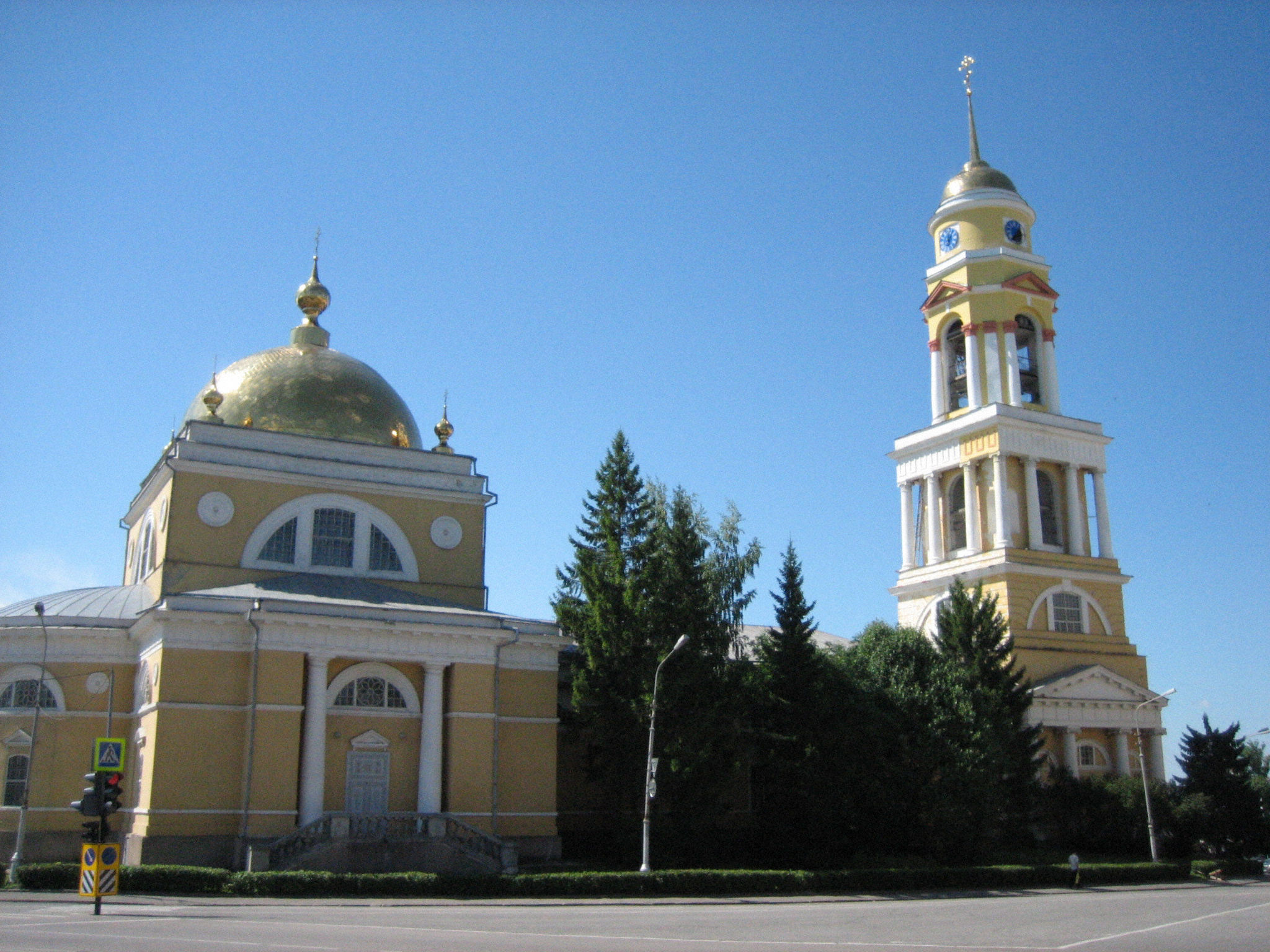
Russisch-Orthodoxe Kathedrale in Lipezk

Eine befestigte slawische Siedlung an Stelle der heutigen Stadt existierte vermutlich bereits vor der mongolischen Invasion der Rus im 13. Jahrhundert. In den Chroniken wird sie erstmals für die Jahre 1283/84 erwähnt. 1284 wurde die Siedlung während Kämpfen gegen den tatarischen Baskaken (Statthalter) Achmat komplett zerstört. Danach wird ein Dorf namens Malyje Studjonki Lipskije an dieser Stelle erst wieder in der ersten Hälfte des 17. Jahrhunderts erwähnt.
Zar Peter der Große ließ den Ort 1703 als Siedlung bei den Eisenwerken Lipskije sawody neu gründen. 1779 erhielt die Stadt den heutigen Namen als Verwaltungszentrum eines Ujesds der Statthalterschaft Tambow (ab 1796 Gouvernement Tambow).
In Zeiten der Weimarer Republik unterhielt die Reichswehr im Rahmen der deutsch-sowjetischen Militärkooperation gemäß dem Vertrag von Rapallo ab 1925 eine geheime Fliegerschule und Erprobungsstätte auf dem nahe Lipezk gelegenen Flugplatz, auf dem durch den Versailler Vertrag verbotene Flugzeuge und Waffensysteme entwickelt und getestet sowie ab 1926 Flugzeugführer ausgebildet wurden. Von deutscher Seite zeichnete hierfür die „Flieger-Inspektion 1 (L)“ verantwortlich. Dem Projekt kam eine zentrale Rolle bei der geheimen Zusammenarbeit zwischen Reichswehr und Roter Armee zu. Mit der Machtergreifung der nationalsozialistischen Regierung endete die Zusammenarbeit.
Heute ist Lipezk Zentrum eines Eisenerzabbaugebietes mit Stahlwerken, Maschinenbau und chemischer Industrie. Daneben gibt es auch Heilquellen und ein Sanatorium.

### Bevölkerungsentwicklung
| Jahr | Einwohner |
| ---- | --------- |
| 1897 | 20.524    |
| 1926 | 21.000    |
| 1939 | 66.644    |
| 1959 | 156.515   |
| 1970 | 289.138   |
| 1979 | 395.638   |
| 1989 | 449.635   |
| 2002 | 506.114   |
| 2010 | 508.887   |

Anmerkung: Volkszählungsdaten (1926 gerundet)

## Sport
Der Eishockeyverein HK Lipezk spielt in der zweithöchsten russischen Spielklasse. In der Stadt ist ebenfalls der Fußballverein FK Metallurg Lipezk beheimatet.

## Verkehr
Lipezk ist per Zug von Moskau aus (Pawelezer Bahnhof) zu erreichen, Fahrtzeit etwa 10 Stunden. Lipezk hat einen kleinen Flughafen, den Flughafen Lipezk, zu dem eine private russische Fluglinie zweimal täglich Flüge vom Moskauer Flughafen Domodedowo aus anbietet.
Im Stadtgebiet von Lipezk operieren Omnibus-, Oberleitungsbus- und Straßenbahn-Linien.
Über die Verbindungsstraße A133 und M4 Don ist Lipezk mit der Hauptstadt Moskau verbunden. Hier wird die A133 von der R119 gekreuzt, die in Zentralrussland von Orjol über Lipezk nach Tambow verläuft.

## Wirtschaft

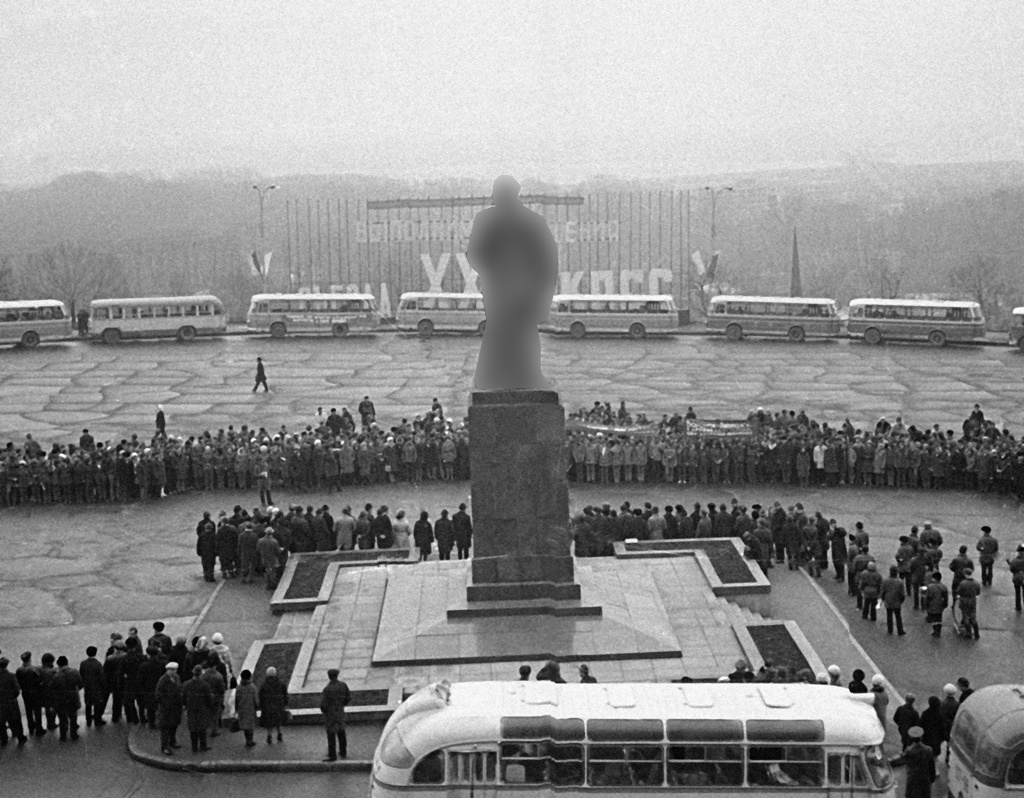
Komsomol-Kundgebung vor dem Nowolipezker Metallurgie-Kombinat 1971

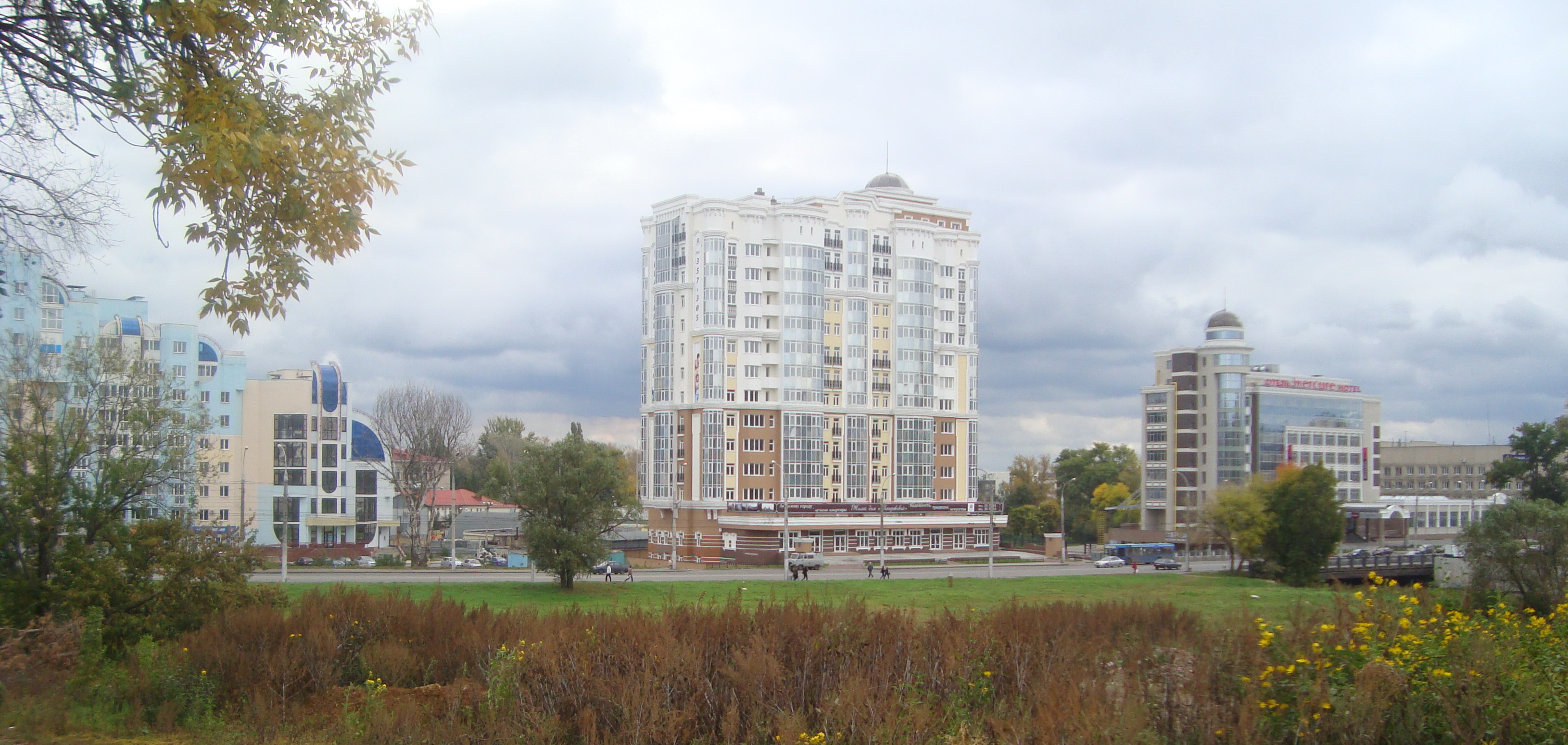
Ansicht der Plechanow-Straße im Nordosten der Stadt

Das im Zuge der Industrialisierung der Sowjetunion entstandene und 1992 privatisierte Nowolipezker Metallurgische Kombinat (NLMK) ist ein Stahlwerk, hat mehr als 27.000 Angestellte und ist eine der größten Firmen der Region. Man produziert nach Eigenangaben etwa 13 Mio. Tonnen Stahl jährlich, was über 20 % des russischen Bedarfs seien. Es gehört zum Firmen-Konglomerat von Wladimir Lissin.
Weitere große Industriebetriebe sind das Lipezki Traktorny Sawod, eine Fabrik für Kühlschränke und Haushaltsgeräte (Stinol) sowie ein Speiseeis-Hersteller.
Qualifizierte Arbeitskräfte für diese Unternehmen werden an der Staatlichen Technischen Universität Lipezk sowie den zahlreichen Berufsschulen der Stadt ausgebildet. Die Industrie ist vorwiegend im Stadtteil südlich des Flusses Woronesch angesiedelt.
Weiterhin ist auch die Landwirtschaft von Bedeutung, da Lipezk in der fruchtbaren Schwarzerderegion liegt.

## Städtepartnerschaften
Lipezk listet folgende Partnerstädte auf:
- Cottbus in Brandenburg (Deutschland), seit 1974[6]
- Anshan (Liaoning) in der Volksrepublik China, seit 1992
- Fabriano in der Region Marken (Italien), seit 2003

## Söhne und Töchter der Stadt
- Julija Schtschapowa (1930–2019), Archäologin und Hochschullehrerin
- Serafim Kolpakow (1933–2011), Metallurg
- Igor Pawlow (* 1965), Eishockeyspieler und -trainer
- Konstantin Tschuitschenko (* 1965), Politiker
- Alexander Ussow (* 1976), Sprinter
- Maxim Balmotschnych (* 1979), Eishockeyspieler
- Michail Balandin (1980–2011), Eishockeyspieler
- Denis Tjurin (* 1980), Eishockeyspieler
- Olesya Truntaeva (* 1980), Fußballspielerin
- Wladimir Djattschin (* 1982), Schwimmer
- Diana Schnürpel (* 1983), Opernsängerin
- Julija Merkulowa (* 1984), Volleyballspielerin
- Swetlana Krjutschkowa (* 1985), Volleyballspielerin
- Ljudmila Litwinowa (* 1985), Leichtathletin
- Sergei Dobrin (* 1986), Eiskunstläufer
- Maria Viktorovna (* 1986), russisch-US-amerikanische Webvideoproduzentin und ASMR-Künstlerin
- Andrei Kljujew (* 1987), Radrennfahrer
- Xenija Ryschowa (* 1987), Sprinterin
- Wadim Golubzow (* 1988), Eishockeyspieler
- Marina Pantelejewa (* 1989), Sprinterin
- Kirill Pantschenko (* 1989), Fußballspieler
- Maxim Pokidow (* 1989), Bahn- und Straßenradrennfahrer
- Dmitri Kulikow (* 1990), Eishockeyspieler
- Maxim Rasumow (* 1990), Radrennfahrer
- Nikita Dwuretschenski (* 1991), Eishockeyspieler
- Marija Botscharowa (* 2002), Beachvolleyballspielerin

## Klimatabelle
|                       | Jan   | Feb   | Mär  | Apr  | Mai  | Jun  | Jul  | Aug  | Sep  | Okt | Nov  | Dez  |   |     |
| Mittl. Tagesmax. (°C) | −6,5  | −5,5  | 0,4  | 11,9 | 20,2 | 23,5 | 24,8 | 23,7 | 17,6 | 9,4 | 1,6  | −3,3 | ⌀ | 9,9 |
| Mittl. Tagesmin. (°C) | −12,9 | −12,6 | −6,3 | 2,6  | 8,8  | 12,4 | 14,2 | 12,7 | 7,7  | 2,0 | −3,5 | −8,9 | ⌀ | 1,4 |
|                       |       |       |      |      |      |      |      |      |      |     |      |      |   |     |
| Niederschlag (mm)     | 38    | 30    | 31   | 37   | 49   | 62   | 71   | 54   | 51   | 43  | 51   | 50   | Σ | 567 |
|                       |       |       |      |      |      |      |      |      |      |     |      |      |   |     |
| Regentage (d)         | 9     | 7     | 7    | 7    | 7    | 9    | 9    | 8    | 7    | 8   | 10   | 10   | Σ | 98  |

| −12,9 |

| −12,6 |

| −6,3 |

| 2,6 |

| 8,8 |

| 12,4 |

| 14,2 |

| 12,7 |

| 7,7 |

| 2,0 |

| −3,5 |

| −8,9 |

| −12,9 |

| −12,6 |

| −6,3 |

| 2,6 |

| 8,8 |

| 12,4 |

| 14,2 |

| 12,7 |

| 7,7 |

| 2,0 |

| −3,5 |

| −8,9 |